# 梅里斯街道
梅里斯街道是中国黑龙江省齐齐哈尔市梅里斯达斡尔族区下辖的一个街道。